# زاویه بین دو عقربه ساعت

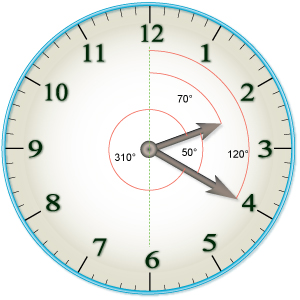
زاویه عقربه‌های ساعت با یکدیگر

مسئله زاویه بین دو عقربه ساعت یکی از مسائل ریاضی است که در رابطه با یافتن زاویه بین دو عقربه ساعت شمار و دقیقه شمار در ساعت‌های عقربه‌ای است.

## اگر ساعت ۲۰ دقیقه به ۵ دقیقه باشد زاویه بین ساعت شمار و دقیق شما رچقدر است
این مسئله به دو مقدار قابل اندازه‌گیری بستگی دارد: زاویه و زمان؛
زاویه معمولاً به درجه و به شکل ساعت‌گرد، با شروع از عدد ۱۲ اندازه گرفته می‌شود. زمان نیز بر اساس یک ساعت ۱۲ ساعته می‌باشد.
یک روش حل این مسئله محاسبه سرعت تغییر زاویه (برحسب درجه) بر دقیقه است.
یک عقربه ساعت شمار در یک ساعت عقربه‌ای معمولی در هر ۱۲ ساعت ۳۶۰ درجه می‌چرخد. هر ساعت ۶۰ دقیقه است، پس ۱۲×۶۰=۷۲۰ دقیقه طول می‌کشد تا عقربه ساعت شمار ۳۶۰ درجه بچرخد یا یک دور کامل بزند و در هر دقیقه ۰٫۵ = ۷۲۰÷۳۶۰ درجه می‌چرخد.
عقربه دقیقه شمار در ۶۰ دقیقه یک دور کامل (۳۶۰ درجه) را طی می‌کند، یعنی در هر دقیقه ۶= ۶۰÷۳۶۰ درجه می‌چرخد.

## زاویه عقربه ساعت شمار با عدد ۱۲
گفتیم در هر دقیقه عقربه ساعت شمار ۰٫۵ درجه طی می‌کند، پس زاویه آن از رابطه زیر به دست می‌آید:
در ساعت H:M (دقیقه:M و ساعت:H):
0.5×(M+60×H)= ∝
مثال
ساعت ۴:۲۰ ← ۴×۶۰+۲۰=۲۶۰ دقیقه ۲÷۲۶۰=۱۳۰ یعنی در ساعت ۴:۲۰ دقیقه زاویه بین ساعت شمار 
و ساعت ۱۲، ۱۳۰ درجه است.

## *زاویه عقربه دقیقه شمار با عدد ۱۲*
گفتیم در هر دقیقه عقربه دقیقه شمار ۶ درجه طی می‌کند، پس زاویه آن از رابطه زیر به دست می‌آید:
در ساعت H:M (دقیقه:M و ساعت:H):
۶×M = ∝
زاویه بین دو عقربه ساعت شمار و دقیقه شمار از قدر مطلق تفاضل دو رابطه فوق به دست می‌آید:
A = 0.5*(60H+M) – 6M
{\displaystyle A=30H-5.5M}